# Falsomesosella obliquevittata
Falsomesosella obliquevittata là một loài bọ cánh cứng trong họ Cerambycidae.